# Gnidia apiculata
Gnidia apiculata är en tibastväxtart som först beskrevs av Daniel Oliver, och fick sitt nu gällande namn av Ernest Friedrich Gilg. Gnidia apiculata ingår i släktet Gnidia och familjen tibastväxter. Inga underarter finns listade i Catalogue of Life.